# Josh Todd
Josh Todd (né Joshua Todd Gruber, le 4 avril 1971 à Los Angeles) est un chanteur-musicien mieux connu en tant que leader du groupe de hard rock Buckcherry.

## Contexte
Josh Todd Gruber grandit à Anaheim Hills en Californie, puis à Lake Forest. Il va au lycée à Trabuco Hills High School dans le comté d'Orange. Il est diplômé en 1989. Avant Buckcherry, Todd fonde le groupe hollywoodien de glam metal Slamhound. En 1995, Josh rencontre le guitariste Keith Nelson grâce à son tatoueur. Tous deux acceptent de se rencontrer du fait de leur admiration pour le groupe AC/DC. Ils forment rapidement le groupe Sparrow, qui changera en Buckcherry.

## Carrière
En 1999, Buckcherry sort son premier album éponyme, avec Lit Up.
En 2001, le groupe sort Time Bomb. Josh et Keith rendent hommage, avec d'anciens membres des Guns N' Roses Slash, Duff McKagan, et Matt Sorum, à celui qui a été batteur de Mötley Crüe et Ozzy Osbourne, Randy Castillo. Ce groupe, nommé pour l'occasion « Cherry Roses », enregistre The Project, un album de dix chansons, avant que les autres membres ne décident de remplacer Todd par Scott Weiland et Nelson par Dave Kushner, pour former le groupe Velvet Revolver.
En 2005, Josh Todd reforme Buckcherry avec Keith Nelson et de nouveaux membres Stevie D., Jimmy Ashurst, and Xavier Muriel. Il a enregistré quatre albums avec Buckcherry, et un en solo. Il se produit à un concert du Live 8 à Barrie, Ontario. Il accompagne Darryl « DMC » McDaniels, Tom Hamilton et Joey Kramer du groupe Aerosmith, ainsi que d'autres artistes, pour une version de la chanson d'Aerosmith, Walk This Way, puis avec tous les artistes présents, une version de Rockin' in the Free World de Neil Young.
En 2008, Todd figure sur la version Gang Vocal de la chanson Saints of Los Angeles de Mötley Crüe. Y participent aussi Jacoby Shaddix (Papa Roach), James Michael (Sixx-A.M.) et Chris Taylor Brown (TRAPT).
Il est apparu dans plusieurs films, dont xXx, Salton Sea et le thriller L'Œil du mal, en 2008, ainsi que dans un épisode de la saison 1 de la série The Shield.
Josh Todd participe à l'album This War Is Ours du groupe de post-hardcore Escape the Fate, sur les chansons coécrites et cochantées 10 Miles Wide et Harder Than You Know.

## Vie privée
Josh Todd est connu pour sa multitude de tatouages, aussi bien les manches que la poitrine, les jambes, le ventre... Voici une liste partielle de ses pièces :
- Un Roi de Cœur avec les mots « Love » au-dessus et « Desire » dessous, recouvrant entièrement son dos.
- Le mot « CHAOS » au-dessus de son nombril et une veuve noire dessous.
- Le nom de sa plus jeune fille « Willow » sur la partie supérieure de sa poitrine.
- « STAY » sur les phalanges de sa main droite et « GOLD » sur la gauche, ce qui donne « Stay Gold » en référence au roman The Outsiders.
- Des crânes sur fond de toiles d'araignées sur ses genoux.
- « Cynda » fleuri sur son cou (côté droit).
- Un spirale noire en forme de soleil sur chaque épaule.
- Une tête de pin-up « old-school » sur le flanc gauche.

Père de deux filles, Sutherlanand et Willow, et d'un garçon, Jack, il est marié à Mitzi Martin, actrice et mannequin avec qui il vit à Los Angeles.